# Kira Thomsen
Kira Thomsen (* 6. November 2001 in Parker) ist eine US-amerikanische Volleyballspielerin.

## Karriere
Thomsen begann ihre Karriere an der Chaparral High School. Von 2019 bis 2023 studierte sie an der Montana State University und spielte in der Universitätsmannschaft Bobcats. 2023/24 spielte die Außenangreiferin beim schwedischen Erstligisten Örebro VBS. Mit dem Verein gewann sie das Double aus nationalem Pokal und Meisterschaft. 2024 wurde Thomsen vom deutschen Bundesligisten Schwarz-Weiss Erfurt verpflichtet.